# Konzern
El konzern es un grupo de empresas vinculadas entre sí por participaciones financieras. Fue fundado en Alemania, donde se ha desarrollado principalmente en el periodo consecutivo a la Primera Guerra Mundial  (1919-1923 Konzern Thyssens Wolff, Krupp, Stinnes).
La personalidad jurídica de estas empresas es independiente y la integración entre ellas es auténtica, es decir, no se limita al simple acuerdo pactado en el contrato.  
En un comienzo, el funcionamiento del Konzern  se basaba en agrupar aquellas empresas que participasen en las mismas actividades de producción. Con el paso del tiempo, este concepto fue evolucionando abarcando así también a aquellas empresas que se dedican a otras actividades de producción y que están relacionadas entre sí mediante relaciones personales, esencialmente fundadas por el control financiero.